# Шабунин, Сергей Викторович
Сергей Викторович Шабунин (род. 2 октября 1960, Мурманск) — российский учёный, доктор ветеринарных наук, профессор, академик РАСХН.

## Биография
Сергей Шабунин родился 2 октября 1960 года в Мурманске.
В 1984 год у окончил Воронежский сельскохозяйственный институт. Работал ветеринарным врачом колхоза им. Октябрьской Революции.
В 1984—1987 годах — аспирант ВНИИ незаразных болезней животных, затем старший научный сотрудник там же.
С 1989 года — ведущий научный сотрудник Всероссийского научно-исследовательского ветеринарного института патологии, фармакологии и терапии, с 1992 года — директор.
В 1999 году получил учёную степень ветеринарных наук (диссертация «Разработка, экспериментальное-клиническое изучение и производство антимикробных композиций на основе нитазола»), стал научным сотрудником НПП « Агрофарм», в 2000 года — главный научный сотрудник.
С 2001 года — профессор, заведующий научно-производственным отделом. C 2005 года— директор Всероссийского научно-исследовательского ветеринарного института патологии, фармакологии и терапии.
15 февраля 2012 года избран академиком РАСХН (позднее присоединена к РАН).

## Область научной деятельности
Научная деятельность посвящена разработке комплексных систем обеспечения ветеринарного благополучия животноводства, разработке ветеринарных препаратов, фармакотоксикологическим исследованиям, контролю за качеством лекарственных средств. 

Является одним из авторов более 50 научных разработок (НД на ветеринарные препараты).

Опубликовано более 200 научных трудов, из них три монографии.

## Основные публикации
- Комплексная экологически безопасная система ветеринарной защиты здоровья животных / соавт.: А. Г. Шахов и др. — М.: Росинформагротех, 2000. — 398с.
- Нитазолсодержащие препараты в лечении и профилактике гасроэнтеритов у сельскохозяйственных животных / соавт.: П. А. Паршин и др. — Воронеж, 2006. — 179с.
- Селен. Биологические свойства и применение в животноводстве и ветеринарии / соавт .: В. И. Беляев и др. — Воронеж: Ориган,2007. — 140с.
- Синтетические аналоги природных олигопептидов и их использование в ветеринарии: метод. Рекомендации / соавт.: В. С. Бузлама, И. В. Трутаев. — Воронеж, 2008. — 58с.

## Основные научные разработки
- Способ лечения респираторных болезней молодняка сельскохозяйственных животных. Патент РФ 2367414, выдан 20.09.2009.[2]
- Способ лечения сальмонеллеза у молодняка сельскохозяйственных животных. Патент РФ 2351343, 10.04.2009.[2]
- Препарат для лечения и профилактики мастита у коров в период сухостоя. Патент РФ 2350332, 27.03.2009.[2]
- Способ повышения молочной продуктивности сухостойных коров. Патент РФ 2333761, 20.09.2008.[2]
- Препарат для лечения и профилактики послеродового эндометрита у коров и метрит-мастит-агалактии у свиноматок. Патент РФ 2333759, 20.09.2008.[2]
- Способ лечения респираторных болезней молодняка сельскохозяйственных животных. Патент РФ 2307652, 10.10.2007.[2]
- Препарат для лечения бронхопневмонии у телят. Патент РФ 2277418, 10.06.2006.[2]

## Награды
- лауреат Государственной премии
- заслуженный деятель науки РФ